# Kreditbetrug
Der Kreditbetrug ist im Strafrecht der Bundesrepublik Deutschland ein Vermögensdelikt, das als Vergehen in § 265b StGB geregelt ist. Der Tatbestand steht im Kontext des Betrugsdelikts des § 263 StGB.

## Kriminalpolitisches Ziel der Einführung
Der Tatbestand des Kreditbetrugs wurde 1976 durch das erste Gesetz zur Bekämpfung der Wirtschaftskriminalität (1. WikG) in das Strafgesetzbuch eingefügt. Kriminalpolitisch beruhte die Vorschrift darauf, dass der spezifischen Gefahr, die durch die Erschleichung von Wirtschaftskrediten drohte, durch einen eigenen Tatbestand wirksamer vorgebeugt werden könnte, als durch den regulären Betrugstatbestand des § 263 StGB. Mit ihm sollten der Kreditgeber, mittelbar auch die Einlegern der Kreditinstitute, die Geschäftspartner des Kreditnehmers, die Arbeitnehmer und letztlich die gesamte Kreditwirtschaft wirksameren Schutz erlangen. § 263 StGB – als Eingehungsbetrug – allein stößt auf die Schwierigkeit, dass häufig der Vorsatz hinsichtlich Vermögensschadens oder -gefährdung kaum festgestellt werden kann, wenn der Kreditnehmer seine Lage und deren Entwicklung lediglich zu optimistisch beurteilt. § 263 StGB wird durch § 265b StGB nicht verdrängt oder eingeschränkt.

## Tatbestand
Kredite im Sinne dieses Gesetzes sind sowohl Gelddarlehen (§§ 488 ff. BGB), sog. Akzeptkredite (d.s. Wechsel, die dem Bankkunden durch die Bank ausgestellt werden), aber auch Geldforderungen, die entgeltlich erworben werden, Stundungen von Geldforderungen, die Diskontierung von Wechseln und Schecks sowie Bürgschafts- und Garantieübernahmen. Der Begriff des Kredites ist nicht deckungsgleich mit § 19 Kreditwesengesetz.
§ 265b StGB ist ein abstraktes Gefährdungsdelikt, das durch einen begrenzten tatbestandlichen Bereich im Vorfeld des § 263 StGB liegt. Tathandlung ist die Angabe falscher Informationen im Kreditantrag. Es ist dabei unerheblich, ob die Angaben schriftlich oder aber durch Vorlage falscher, auch unvollständiger Unterlagen beziehungsweise durch Unterdrückung entscheidungserheblicher Unterlagen erfolgen. Die Angaben oder Unterlagen, die fehlerhaft vorgelegt wurden, müssen vorteilhaft sein. Der Kreditgeber muss dies dabei nicht erkannt haben.
Als Unternehmen oder Betriebe, die gefährdet werden könnten, sind sämtliche Unternehmen und Betriebe zu nennen, die dem Begriff des Istkaufmanns oder Kannkaufmanns nach § 1, § 2 HGB entsprechen. Auch öffentlich-rechtliche Institute werden umfasst.

## Kriminalpolitische Erwägungen
Das Delikt ist als abstraktes Gefährdungsdelikt ausgestaltet worden und hat in der Wissenschaft erhebliche Kritik erfahren. Die angestrebte Effektivität des Straftatbestands konnte bisher nicht erreicht werden. Vom Gesetzgeber waren nur die beabsichtigten Großkredite umfasst, die Formulierung des Tatbestandes eröffnet jedoch eine Pönalisierung der Tathandlung bei sämtlichen Krediten. Auch über das geschützte Rechtsgut herrscht Streit. Während einerseits vertreten wird, dass es sich dabei um die Kreditwirtschaft im Allgemeinen handele, wird nach anderer Auffassung der Schutz des Vermögens anderer (wie beim Betrug) beabsichtigt. Die Vorschrift ist verfassungsrechtlich unbedenklich. Gegenüber anderen Vermögensdelikten tritt der Kreditbetrug in der Regel zurück (subsidiär).